# Crunomys suncoides
Crunomys suncoides is een knaagdier dat voorkomt op Mount Kitanglad op Mindanao, een eiland in de Filipijnen. Er is slechts één exemplaar bekend. De soortnaam suncoides is afgeleid van het spitsmuizengeslacht Suncus, waar ook de muskusspitsmuis (Suncus murinus) toe behoort, die op het eerste gezicht veel op C. suncoides lijkt.
Deze soort heeft een oranjebruine vacht, lange voorvoeten met lange klauwen, een tweekleurige staart die ongeveer even lang is als de kop-romplengte, een smalle schedel, dunne kaken en kleine kiezen. Hij weegt 37 gram. Een aantal van deze kenmerken komt overeen met die van C. celebensis uit Celebes. Het karyotype is 2n=36, FN=36.
Andere zoogdieren die in hetzelfde gebied als C. suncoides zijn gevangen zijn de knaagdieren Apomys hylocetes, Apomys insignis, Limnomys bryophilus, Limnomys sibuanus en Tarsomys apoensis, de Filipijnse toepaja (Urogale everetti), de Filipijnse haaregel (Podogymnura truei), de spitsmuis Crocidura beatus en de vleermuizen Alionycteris paucidentata, Haplonycteris fischeri, Macroglossus minimus, Rhinolophus inops en Pipistrellus javanicus.
Crunomys celebensis · Noord-Luzonneusrat (Crunomys fallax) · Crunomys melanius · Crunomys suncoides